# Heimatmuseum Günzburg
Das Heimatmuseum Günzburg ist ein städtisches Museum mit heimatkundlicher und naturkundlicher Sammlung in Günzburg in Schwaben.

## Geschichte
Das Museum geht auf eine Gründung des Historischen Vereins Günzburg im Jahr 1904 zurück und war zunächst in den Räumen des Gymnasiums, ab 1937 im Südflügel des Schlosses beheimatet, der aber im April 1945 zusammen mit weiten Teilen der Sammlung dem Krieg zum Opfer fiel. Die Wiedereröffnung mit den Überresten der Sammlung erfolgte 1958 im 1757 errichteten ehemaligen Piaristenkolleg in der Rathausgasse. Dort steht auf drei Stockwerke verteilt in 16 Räumen eine Ausstellungsfläche von 670 m² zur Verfügung.

## Sammlungen
Schwerpunkte des Museums bilden eine Sammlung vorgeschichtlicher und provinzialrömischer Funde sowie ein Nachbau eines Ausschnitts aus einem Gräberfeld im Originalmaßstab. Daneben zeigt das Museum eine mineralogisch-paläontologische Sammlung, zwei vollständig eingerichtete Biedermeierzimmer, einen Raum zur vorderösterreichischen Geschichte der Stadt, sakrale Kunst, Mobiliar, volkskundliche Objekte und eine umfangreiche Spielzeugsammlung.

## Veranstaltungen
Neben der Dauerausstellung gibt es museumspädagogische Aktivitäten und, in einem 64 m² großen Rokokosaal, Wechselausstellungen zeitgenössischer Kunst, Vorträge und Konzerte.